# Конто
Конто (фр. Contault) насеље је и општина у североисточној Француској у региону Шампањ-Арден, у департману Марна која припада префектури Сент Манеу.
По подацима из 2011. године у општини је живело 69 становника, а густина насељености је износила 7,17 становника/km². Општина се простире на површини од 9,62 km². Налази се на средњој надморској висини од 150 метара.

## Демографија
| 1962. | 1968. | 1975. | 1982. | 1990. | 1999. | 2011. |
| ----- | ----- | ----- | ----- | ----- | ----- | ----- |
| 46    | 70    | 48    | 47    | 56    | 65    | 69    |

График промене броја становника у току последњих година